# Municipio de Monmouth (Illinois)
El municipio de Monmouth (en inglés: Monmouth Township) es un municipio ubicado en el condado de Warren en el estado estadounidense de Illinois. En el año 2010 tenía una población de 10463 habitantes y una densidad poblacional de 109,27 personas por km².

## Geografía
Según la Oficina del Censo de los Estados Unidos, el municipio tiene una superficie total de 95.75 km², de la cual 95.45 km² corresponden a tierra firme y (0.31%) 0.3 km² es agua.

## Demografía
Según el censo de 2010, había 10463 personas residiendo en el municipio de Monmouth. La densidad de población era de 109,27 hab./km². De los 10463 habitantes, el municipio de Monmouth estaba compuesto por el 86.64% blancos, el 2.71% eran afroamericanos, el 0.33% eran amerindios, el 0.68% eran asiáticos, el 0.08% eran isleños del Pacífico, el 7.4% eran de otras razas y el 2.16% pertenecían a dos o más razas. Del total de la población el 13.36% eran hispanos o latinos de cualquier raza.